# Призрачный гонщик (Робби Рейес)
Роберто «Робби» Рейес (англ. Roberto "Robbie" Reyes) — персонаж комиксов издательства Marvel Comics и четвёртый антигерой, действующий под псевдонимом Призрачный гонщик (англ. Ghost Rider).
В 4 сезоне телесериала «Агенты «Щ.И.Т.»», в рамках Кинематографической вселенной MarveI, роль Робби Рейеса исполнил Гэбриел Луна.

## История публикаций
В марте 2014 года дебютировала новая серия комиксов о Призрачном гонщике, с участием америко-мексиканского персонажа по имени Роберто «Робби» Рейес. Вместо мотоцикла он водит чёрный классический Dodge Charger 1969 и проживает в Лос-Анджелесе. Новый Призрачный гонщик был создан сценаристом Фелипе Смитом и художником Трэддом Муром. Его первое появление состоялось в All-New Ghost Rider #1.

## Биография
Робби Рейес был молодым механиком из Лос-Анджелеса, Калифорнии. Он родился в неблагополучном районе, полном мафии и погрязшим в коррупции, что усложнило жизнь Робби и его брата Гейба, который считал его героем.
Желая переехать в более благополучное место, Робби участвовал в уличной гонке, чтобы заработать 50 000 $. Рейес не знал, что в используемом им автомобиле хранились таблетки персонажа комиксов Marvel, Мистера Хайда. Удерживая лидирующую позицию, он вскоре попал под преследование, как он думал полиции. Опасаясь за судьбу Гейба в случае его задержания, Робби попытался скрыться, однако случайно заехал в тупик. Он остановился и попытался объясниться перед преследователями, но вместо этого был застрелен. Они забрали неизвестное вещество, спрятанное в машине и попытались избавиться от улик путём сожжения. Тем не менее, после их ухода, некий дух взял под контроль тело Робби, превращая его в Призрачного гонщика. Рейес погнался за напавшими на него людьми и устранил часть из них, однако остальным удалось сбежать.
Проснувшись на следующий день в своём доме, Робби принял прошедшие события за кошмарный сон, но вскоре обнаружил, что один из его глаз приобрёл карий оттенок. Обеспокоенный случившимся, он вернулся в мастерскую, где находился автомобиль. При попытке испытать то же чувство, он столкнулся с двумя головорезами, работавшими на владельца автомобиля. Расправившись с ними, Робби вернулся на свалку, где увидел в отражении сущность Призрачного гонщика. Демон позиционировал себя как духа по имени «Эли» и предложил Рейесу свою помощь в отмщении. Не долго думая, Робби согласился.
Позже он вернулся в гараж и обнаружил мёртвого босса и отсутствие машины. Эли утверждал, что знает, кто это сделал, после чего Робби трансформировался в Гонщика. Тот телепортировал Рейеса к автомобилю и, слившись с ним, разгромил наркокартель, ответственный за угон. Призрачный гонщик готовился закончить начатое, как вдруг лидер головорезов принял загадочную формулу, превратившись в массивное существо со сверхчеловеческой силой. После жестокой борьбы, Робби, в конце концов, удалось удержать победу, а затем одолеть Мистера Хайда. Таким образом, новый Призрачный гонщик становится защитником в глазах местных жителей. Тем не менее, не желая быть линчевателем, Робби использовал свои силы, чтобы заработать на уличных гонках, что уменьшило количество его рабочих часов и позволило проводить больше времени с Гейбом, к разочарованию Эли.
Его обретённая слава привлекла внимание первого Призрачного гонщика, Джонни Блейза, который отправился в Лос-Анджелес, застав Робби, одержимого Эли, за убийством уличного гонщика. Захватив полный контроль над телом Рейеса, Эли сбежал, впоследствии отправившись на поиски криминального русского мафиози Егора Иванова. Было выявлено, что Эли на самом деле был не духом мщения, а серийным убийцей, убившим по крайней мере 37 в ритуалах, и застреленным полицией в 1999 году. Когда-то он жил в доме, где в настоящее время проживали братья Рейес. После того, как Джонни покорил Эли своим Наказующим Взором, а также помог ему научиться пользоваться своей силой.
Затем Робби окончательно уничтожил банду Мистера Хайда. Он заключил сделку с Эли, дабы тот отыскал для него наиболее отъявленных негодяев, тем самым закрепив свою позицию Призрачного гонщика.
Вскоре Робби узнал, что чем чаще он использует силы, тем сильнее его порабощает Эли. Но это давало Робби больше сил и способностей.

## Силы и способности
По словам Робби, Эли Морроу, вселившийся в его тело, не является духом мщения. Несмотря на это, он предоставил ему ряд способностей, характерных для других Призрачных гонщиков, в том числе сверх силу, скорость, выносливость, прочность, стойкость, регенерацию и т. д. Однако у Робби отсутствует карающий взор, по понятным причинам. Он связан с автомобилем Dodge Charger 1969, будучи в состоянии мгновенно телепортироваться к нему и слиться воедино. Также Рейес в состоянии дистанционно управлять им и, находясь внутри, он получает защиту от вражеских атак. Кроме того, багажник машины выступает в качестве портала, что позволяет Робби перевозить что угодно и кого угодно. Неизвестно, обладает ли Робби библейскими способностями других Призрачных гонщиков, такими как оживление мёртвых, призыв демонов и двойников, сжигание души одним прикосновением. Когда Рейес поддаётся негативным эмоциям, Эли способен полностью подчинить его. При этом кожа юноши бледнеет, а оба глаза приобретают оранжевый оттенок.

## Вне комиксов

### Телевидение

#### Кинематографическая вселенная Marvel

Робби Рейес в сериале «Агенты „Щ.И.Т.“».

- В мае 2013 года права на экранизацию Призрачного гонщика вернулись от Sony Pictures к Marvel Studios, однако на тот момент у студии не было планов на этого персонажа[10]. В июле 2016 года на San Diego Comic-Con было выявлено, что в рамках Кинематографической вселенной Marvel Призрачный гонщик впервые дебютирует в 4 сезоне сериала «Агенты «Щ.И.Т.»». Роль Робби Рейеса исполнил актёр Габриэл Луна[1]. Робби Рейес родился в Лос-Анджелесе, где жил вместе со своим братом инвалидом Гейбом. В какой-то момент, «дьявол» вселился в его тело, превратив в существо, известное как Призрачный гонщик. Робби обрушил свои силы на преступность и быстро заработал репутацию среди различных банд Лос-Анджелеса из-за его жестоких методов. Своими действиями он даже привлёк внимание организации Щ. И. Т., а также её бывшего агента Дейзи Джонсон. Выследив Рейеса по его Dodge Charger 1969 года, она вступила с ним в бой. Робби одолел её, превратившись в Призрачного гонщика, однако, в отличие от других своих жертв, позволил жить. Позже она нашла его и он узнал о призраках Моментума, с которыми работал его дядя Элай. Объединившись с Дейзи и Щ. И. Т.ом, он понимает, что Элай стоял за всеми злодеяниями в погоне за Даркхолдом. Робби рассказал брату Гейбу, о том, как другой Призрачный гонщик дал ему силы. Робби вновь заключает сделку с «дьяволом», чтобы убить Элая. Призрачный гонщик пропадает между измерениями. Его машина достаётся Гейбу. Вернулся в 21-й серии 4-го сезона. В 22-й серии сражался с Аидой, после чего передал силу Колсону, на время и Колсон убил её. После силы вернулись к Робби, и он забрал даркхолд и телепортировался в другое измерение, чтобы спрятать книгу.

### Видеоигры
- Робби Рейес является играбельным персонажем в Marvel Heroes, когда серия была переименована в Marvel Heroes 2016.
- Робби Рейес был добавлен в качестве играбельного персонажа в Marvel Avengers Academy.
- Робби Рейес был добавлен в качестве играбельного персонажа в мобильную игру Marvel Future Fight 15 марта 2017 года, в обновлении 2.9.5.
- Робби Рейес является персонажем в Marvel Puzzle Quest
- Робби Рейес является играбельным персонажем игры Marvel’s Midnight Suns